# Ngohauvi Kavetu
Ngohauvi Lydia Kavetu (geboren 3. Juli 1965 in Omao, Südwestafrika) ist eine namibische Politikerin des Popular Democratic Movement (PDM; ehemals Demokratische  Turnhallenallianz, DTA). Sie war von 2004 bis 2010 Mitglied des Nationalrats. 

## Leben
Ngohauvi Kavetu besuchte von 1970 bis 1976 die Grundschule und im Anschluss die High School in Opuwo, die sie nach der 10. Klasse abschloss.
1998 wurde sie Mitglied des Stadtrats von Opuwo und diente dort als stellvertretende Bürgermeisterin. Bei den Regionalratswahlen 2004 wurde sie in den Regionalrat von Opuwo gewählt. Opuwo war einer von zwei Wahlkreisen der Kunene-Region, die bei dieser Wahl von der Deutschen Turnhallenallianz (DTA) gewonnen wurde. Der Regionalrat entsandte sie als Repräsentantin von Kunene in den Nationalrat, das Oberhaus des namibischen Parlaments, wo sie die einzige DTA-Abgeordnete war. Die Amtszeit beider Funktionen endete 2010.